# La Casota de Matamala
La Casota de Matamala és una masia de Sant Hilari Sacalm (Selva) inclosa a l'Inventari del Patrimoni Arquitectònic de Catalunya.

## Descripció
La Casota de Matamala està situada als afores del nucli urbà de Sant Hilari, just abans de la cruïlla St.Hilari-Vic i St.Hilari-Viladrau.
La formen un conjunt d'edificacions, la principal de les quals és un edifici rectangular de planta baixa i dos pisos, cobert per una teulada a quatre vessants i ràfec de fusta. A la façana principal d'aquest cos, trobem la porta d'entrada, amb un porxo sostingut per dues columnes d'estil clàssic cobert per una teulada a tres vessants. A cada costat hi ha dues finestres rectangulars, protegides per una reixa de ferro forjat coronada per una creu, i a nivell dels forjats hi ha esgrafiats. Al primer i segon pis, cinc obertures rectangulars, situades en el mateix eix d'obertura que les obertures de la planta baixa. Totes les obertures estan emmarcades. La façana està arrebossada i pintada de color cru amb línies de color vermell a la cadena cantonera i a les impostes.
Al costat, hi ha diverses edificacions d'ús agrícola, serveis i la masoveria.

## Història
La casota de Matamala apareix esmentada en un fogatge de l'any 1553. Amb tot, l'edifici actual data del segle xx.